# Caprese Michelangelo
Caprese Michelangelo je malé město ve střední Itálii v provincii Arezzo, leží asi 100 km jižně od Florencie v údolí horního toku řeky Tibery. 
Město tvoří osady a vesnice: Casalino di Caprese, Dicciano, Fragaiolo, Gregnano, Lama, Monna, Papiano, Ponte Singerna, San Casciano, San Cristoforo, Selva Perugina, Sovaggio, Trecciano a Valboncione.

## Sousední obce
Anghiari, Chitignano, Chiusi della Verna, Pieve Santo Stefano a Subbiano.

## Historie
Oblast byla ve starověku osídlena Etrusky. V raném středověku ji ovládli Langobardi. V roce 1226 bylo místo přičleněno k panství Arezzo. Historický název Caprese byl královským dekretem z 9. února 1913 doplněn o jméno nejslavnějšího rodáka, sochaře Michelangela Buonarrotiho.

## Památky
- Kostel sv. Jana Křtitele (Chiesa San Giovanni Battista) – středověký chrám ze 13. století, Michelangelo v něm byl pokřtěn.
- Kostel sv. Kryštofa v místní části Monna
- Kostel sv. apoštola Pavla v místní části Monna
- Kostel svatých Hypolita a Kasiana v místní části Stratino, připomíná se již k roku 1061, byl přestavěn v letech 1523-1526, fajánsový reliéf Korunování Panny Marie dvěma anděly mezi svatými Hypolitem a Kasianem vytvořil toskánský sochař Giovanni della Robbia.
- Opatství benediktinů sv. Martina v Tifi
- Palazzo Clusini - Michelangelův rodný dům, přizděný k městské hradební zdi, nějaký čas sloužil jako radnice, později byl přestavěný na palác rodiny Clusini. V první polovině 19. století zde bydlel italský astronom Giovanni Santini. Od roku 1875 slouží jako Michelangelovo muzeum a knihovna.

Síť kostelů je udržována také díky poutníkům, kteří tudy procházejí na poutní cestě do Assisi.